# Bondoc Ionescu-Crum
Bondoc Ionescu-Crum (n. 3 aprilie 1915, Bregovo, Vidin, Bulgaria – d. 24 iunie 1994, Brașov, România) a fost un atlet și antrenor de fotbal român, părinții săi fiind români.

## Carieră
Ajunge de mic în România și locuiește la Brașov, unde urmează Liceul Andrei Șaguna.
În 1934, la Concursurile Inter-școlare de pe Câmpia Libertății din Blaj, obține victoria la cinci probe și stabilește un nou record național la săritura în lungime cu 7,03 m. Anul următor, la Jocurile Balcanice, care au loc la Istanbul, cucerește titlul de vicecampion pentru aceeași probă. În  1936, participă la Jocurile Olimpice de la Berlin. În același an, câștigă Campionatul Balcanic de la Atena. După cel de-Al Doilea Război Mondial, este antrenor de fotbal timp de 10 ani în cadrul clubului „Știința” Craiova. Devine antrenor de fotbal și la Tractorul, CSU și Hidromecanica Brașov.
A încetat din viață pe 24 iunie 1994.
În 1955, a primit „Crucea Comemorativă a celui de-Al Doilea Război Mondial 1941-1945” pentru merite militare aduse României și post-mortem i s-a conferit titlul de cetățean de onoare al Brașovului. După 1989, o stradă din Brașov îi poartă numele.
A fost primul săritor român de peste 7 m la lungime, profesor de educație fizică, antrenor de fotbal care a pus bazele viitoarei echipe Universitatea Craiova.

## Legături externe
- Marile personalități sportive nu au fost uitate, Bună ziua Brașov, 28 aprilie 2007
- http://www.monitorulexpres.ro/?mod=monitorulexpres&p=Viata%20cetatii&s_id=38326
- en Bondoc Ionescu-Crum la Olympedia.org
- en  Bondoc Ionescu-Crum la athleticspodium.com